# 祇園水門
祇園水門（ぎおんすいもん）は、広島県広島市の太田川本流（太田川放水路）を仕切る水門。
広島デルタ頂付近にある水門で、この付近で分かれる旧太田川を仕切る大芝水門と連動する水門である（太田川放水路#機能参照）。

## 概要
1932年（昭和7年）太田川流域の改修事業が始まりその中で放水路整備計画が挙がったが、計画当初はここに固定堰を置き水門を設けないものだった。戦後計画が見直され、1平水配分・2塩水楔の上流伸長・3河川浄化の必要があったため、固定堰に加えて水門設置が決まった。1961年（昭和36年）から工事開始、1965年（昭和40年）に完成した。
大芝水門は車両通行可能であるが、祇園水門は不可。下流側に国道54号筋の祇園大橋が架かる。最寄の駅はJR安芸長束駅。
右岸側に長束八幡宮がある。毎年端午の節句ごろには、国土交通省による祇園水門のPR活動の一環として地元から寄付された複数のこいのぼりを掲揚している。この水門から上流側の行森川合流地点までの太田川中流域約18キロが名水百選に選ばれている。

## 諸元
- 堰上高 : 3.10m [6]
- 敷高 : TP 0.00m [6]
- 堰
  - 固定部 : 幅143.70m [6]
  - 可動部 : 鋼製ローラーゲート 幅32.00m×3門 [6]

平水（通常）時はゲートを下げ、3門のうち1門のみ流量調整のため開門している。増水時にゲートを上げ、上げる際にはサイレンが鳴らされる。